# Frédéric Laforgue
Frédéric Laforgue, né le 7 octobre 1974[réf. nécessaire], est un metteur en scène et réalisateur[réf. nécessaire] français. 

## Biographie
Il passe son enfance et adolescence à Dunkerque où il se passionne pour le théâtre qu'il rencontre au collège. Il poursuit en même temps que des études de philosophie et de filmologie une formation à l’art de l’acteur. Il est titulaire d'un DEA de Philosophie et d'un Master Européen de Développement culturel. 
Il fonde la compagnie « Les Blouses Bleues » en juin 2001 en référence d'une part au poète dramaturge Federico Garcia Lorca et son bleu de chauffe, et d'autre part, au metteur en scène russe Meyerhold qui est l'un des premiers à intégrer l’image vidéographique au cœur du spectacle vivant. Il affirme une ligne artistique axée sur le son et le sens de textes contemporains ou classiques et sur la recherche d’une esthétique de vidéo-lumière et de théâtre-cinéma. Il travaille également sur l’écriture de textes pour le théâtre, ce fut le cas pour la création franco-flamande en 2006 intitulée If it is… (Vooruit, Gand et Condition publique, Roubaix) et de scénarios relatifs à ses projets cinématographiques (documentaire et fiction).
Il est artiste associé de 2005 à 2008 au Grand Bleu, Établissement national de production et de diffusion artistique, Lille où il crée notamment les spectacles Ne jetez pas bébé avec l'eau du bain, Encore un peu de neige, Yerma et La Dispute.
En 2008, il présente au Fresnoy Studio national des arts contemporains et au Tri Postal à Lille dans le cadre des rencontres audio-visuelles un spectacle mêlant cinéma, théâtre et musique réalisé à partir de l’histoire de La Dispute de Marivaux. En 2010, Il travaille avec le philosophe algérien, Sidi Mohamed Barkat sur une performance scènes-images autour du « Corps d’exception ».
Depuis 2008, il travaille en partenariat avec plusieurs scènes nationales : le Bateau Feu, Dunkerque, le Phénix, scène nationale de Valenciennes, le Manège, scène nationale de Maubeuge, et le CECN, Mons, sur les mises en scène des spectacles Blowing (franco-flamand) et Photographies de A.

## Théâtre

### Metteur en scène
- 2000 : Les heures passée devant les poissons rouges, de David Avignon.
- 2001 : Les Quatre morts de Marie, de Carole Fréchette
- 2002 : Sont les oiseaux, d'après Louis-Ferdinand Céline
- 2003 : Yerma, de Federico Garcia Lorca
- 2004 : Ne jetez pas bébé avec l'eau du bain, de Christopher Durang
- 2004 : Trilogie de la famille : Nooedipus, Pamper's Park, Fucking Family
- 2005 : Encore un peu de neige, d'Eric Cajal
- 2005 : Not moi..., d'après Samuel Beckett et Francis Bacon
- 2006 : If it is..., de Frédéric Laforgue
- 2006 : La Dispute, de Marivaux
- 2007 : Normalement de Christine Angot
- 2008 : Scénomix La dispute
- 2011 : Le corps d'exception de Sidi-Mohammed Barkat
- 2012 : Blowing, de Jeroen van den Berg
- 2013 : Photographies de A, d'après Daniel Keene et Georges Didi-Huberman
- 2014 : La maison des feuilles, d'après Mark Z. Danielewski
- 2015 : Fantômatismes # Neo Teen
- 2015 : Modalités de survie en territoire K, Frédéric Laforgue
- 2016 : Coriolan d'après Shakespeare et Bertolt Brecht
- 2017 : Le problème de la Nuit, d'après Le Direktor, de Lars Von trier
- 2020 : Le Temps où nous chantions, d'après le roman de Richard Powers
- 2021 : Looking for Herculine Barbin S/D d'après Herculine Barbin, dite Alexina.B de Michel Foucault
- 2022 : Le Pays du Rêve, d'après Colère Noire de Ta-Neihishi Coates et Frantz Fanon.
- 2022 : Croire aux Fauves[7], de Nastassja Martin
- 2023 : Pierre Rivière courant dans le monde comme un rasoir ouvert  d'après Moi, Pierre Rivière, ayant égorgé ma mère, ma sœur et mon frère… de Michel Foucault et son séminaire du Collège de France
- 2023 : Medea Gaïa - D'après George Orwell, Le Quai de Wigam, Édouard Glissant, Aimé Césaire
- 2023 : Pinocchio (variations sur le vivant).

### Écriture et réalisations
- 2005 : La discute (d'après la Dispute de Marivaux)
- 2006 : If it is...(documentaire fiction)
- 2008 : Ajamiya (documentaire fiction)
- 2013 : Journal Extime (web film)
- 2016 : A la place des autres (série de quatre courts métrages)